# Ulica Konopacka w Warszawie

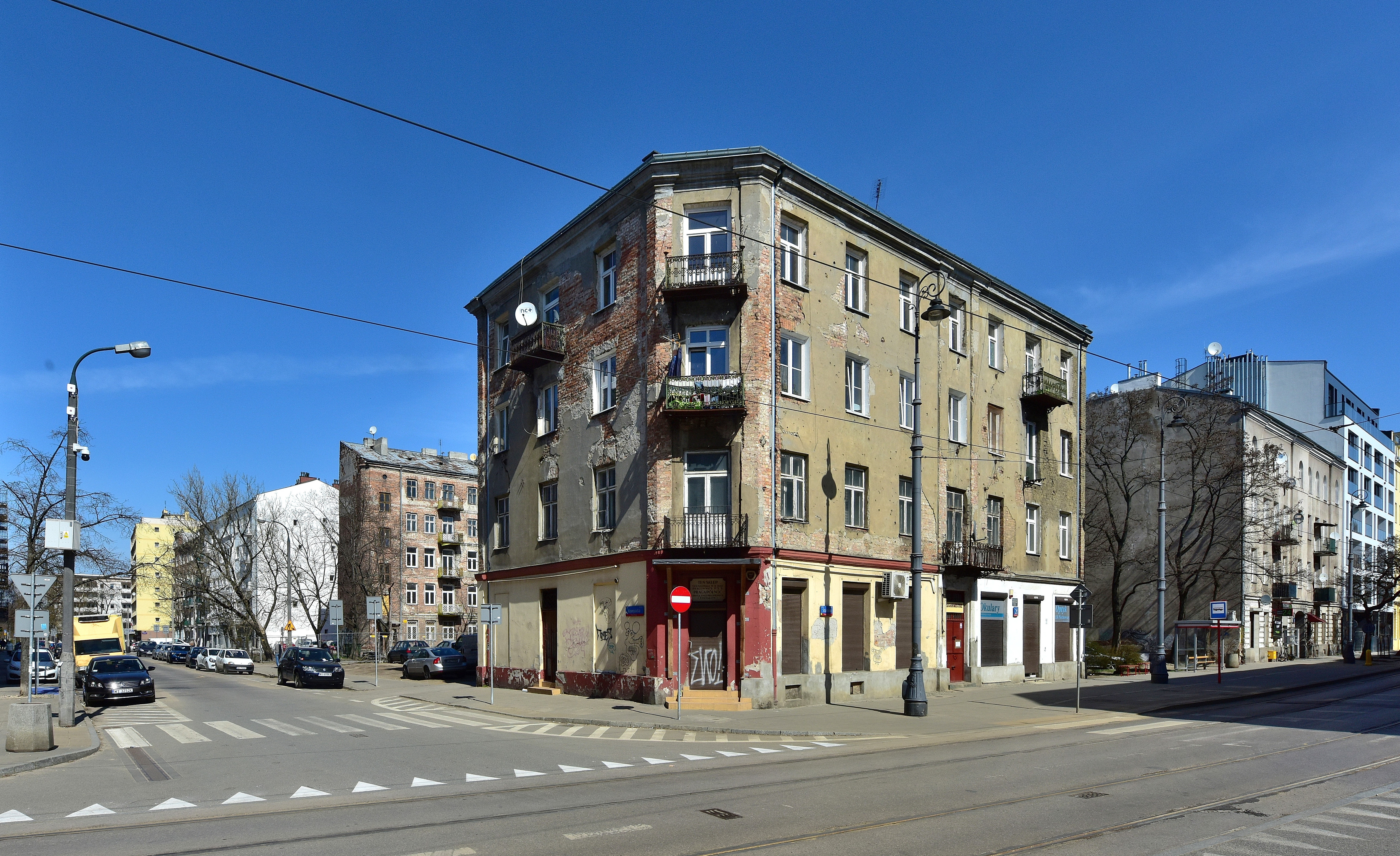
Budynki na rogu ulic Konopackiej i Stalowej

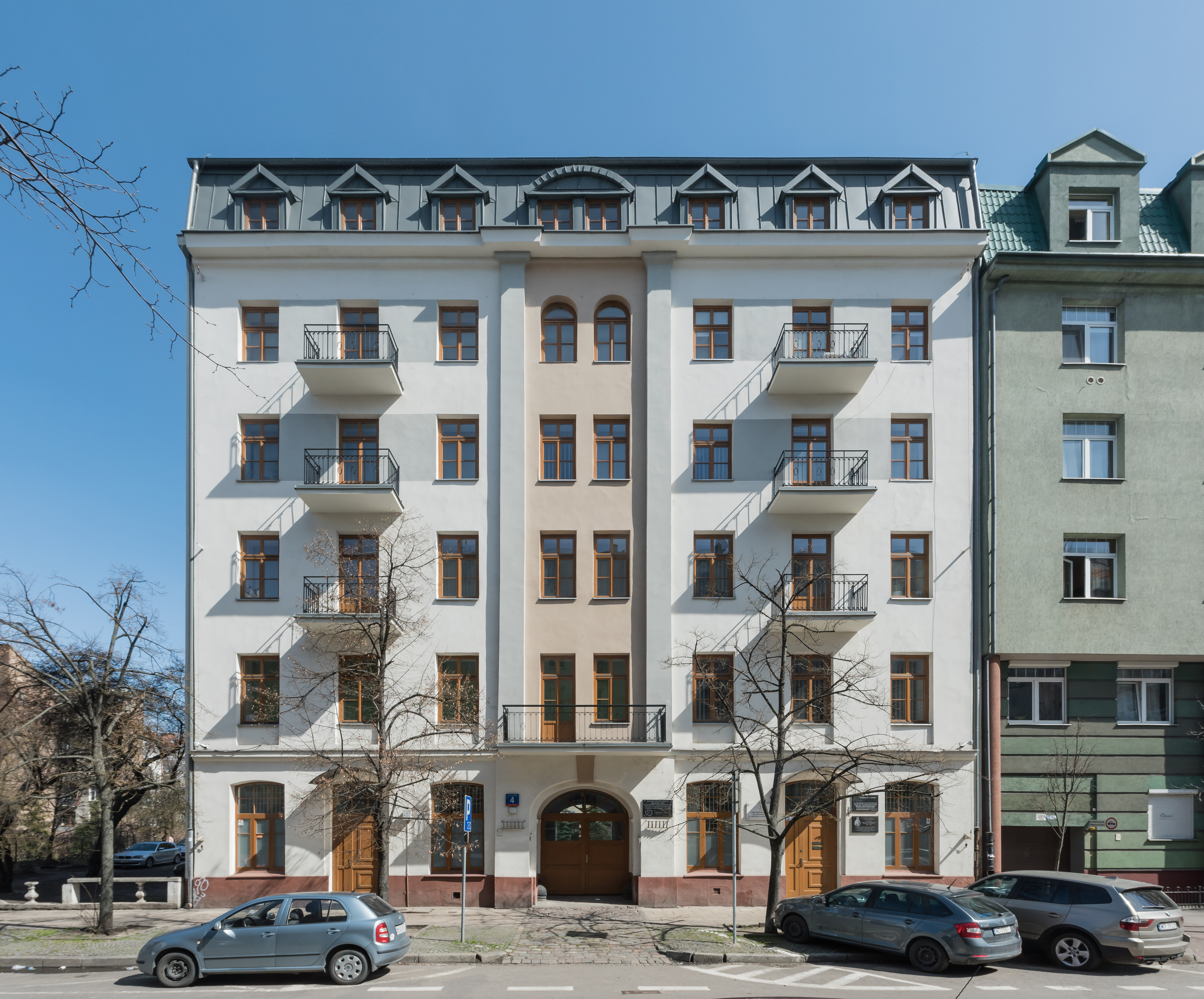
Kamienica Jana Modzelewskiego (nr 4), w której w latach 1915−1959 mieściła się szkoła założona przez Helenę Rzeszotarską

Ulica Konopacka – ulica w warszawskiej dzielnicy Praga-Północ.

## Historia
Ulica była pierwotnie drogą, która oddzielała Pragę (będącą częścią Warszawy) od założonej przez właściciela okolicznych terenów Ksawerego Konopackiego Nowej Pragi. Od 1863 nosiła nazwę Graniczna, a od ok. 1875 Praska. Trzecia z kolei nazwa, nadana w 1891, upamiętnia założyciela Nowej Pragi.
W 1861 tereny po parzystej (wschodniej) stronie ulicy zostały rozparcelowane. Z kolei właścicielami działek po stronie nieparzystej stali się w latach 70. byli właściciele nieruchomości znajdujących się na północ od obecnej ul. 11 Listopada, które w 1875 zostały przejęte przez Zarząd Warszawskiego Okręgu Wojskowego. Od lat 70. przy ulicy zaczęły powstawać pierwsze kamienice. W 1889 (według innego źródła w 1891) wraz z Nową Pragą została przyłączona do Warszawy.
W 1908 przez początkowy odcinek Konopackiej (do ul. Stalowej, gdzie znajdowała się pętla) pojechały tramwaje elektryczne. W latach 20. przedłużono torowisko do ul. 11 Listopada i ulicą zaczęły również przejeżdżać tramwaje na Nowe Bródno i Pelcowiznę. Ruch tramwajowy nadał Konopackiej wielkomiejski charakter. W okresie międzywojennym nazywano ją „Marszałkowską Nowej Pragi“.
W latach 1909–1918 pod numerem 19 działała jedna z filii lipskich Zakładów Mechanicznych Budowy Dźwigów „Unruh i Liebig”. Później mieściły się w niej inne przedsiębiorstwa; od 1936 była to Fabryka Przyrządów Lekarskich „Dens”. Po 1910 na posesji nr 17 powstała nowa siedziba Fabryki Wyrobów Żelaznych, Konstrukcji i Ornamentów „H. Zieleziński” (w 1938 przedsiębiorstwo zatrudniało 239 osób). W 1915 do kamienicy Jana Modzelewskiego (nr 4) przeniosła się żeńska szkoła należąca do bardzo zasłużonej dla praskiej oświaty Heleny Rzeszotarskiej. Przed 1939 pod numerem 13 działała stacja benzynowa.
Zabudowa Konopackiej nie odniosła większych strat w czasie II wojny światowej. W lipcu 1945 ulicą ponownie pojechały tramwaje, jednak w 1950, przy przekuwaniu torów z szerokiego na normalny rozstaw, przeniesiono je z ulic Wileńskiej i Konopackiej na ulice Targową i 11 Listopada. Po 1945 rozebrano ostatnie istniejące przy ulicy drewniane budynki. W 2018 zlikwidowano pozostałości zabudowy przemysłowej pod numerem 19, a dwa lata później wybudowano na ich miejscu budynek mieszkalny.

## Gminna ewidencja zabytków
W opublikowanej w 2012 gminnej ewidencji zabytków znalazło się jedenaście budynków przypisanych numeracji ulicy Konopackiej i kilka na skrzyżowaniach z tą ulicą. Żaden z nich nie został wpisany do rejestru zabytków nieruchomych.
- Konopacka 4 – kamienica Jana Modzelewskiego
- Konopacka 6 – kamienica Jana i Julii Jurczyków
- Konopacka 7 – oficyna
- Konopacka 8 – kamienica Stanisława Turkowskiego
- Konopacka 12 – oficyna Jana Ciechomskiego
- Konopacka 15 – kamienica Juliana i Włodzimierza Sochockich
- Konopacka 16 – dom
- Konopacka 17 – Fabryka Wyrobów Żelaznych, Konstrukcji i Ornamentów „H. Zieleziński”
- Konopacka 17 – kamienica Kornela Kubackiego
- Konopacka 19 – Zakłady Mechaniczne Budowy Dźwigów „Unruh i Liebig” – wyłączone z ewidencji w 2016[22]
- Konopacka 21 – dom
- Stalowa 14 – róg Konopackiej, kamienica Rabęckich
- Stalowa 17/19 – dom
- Stalowa 21 – dom
- 11 Listopada 30 – dom
- Strzelecka 2 – dom
- Wileńska 31 – dom
- Mała 14 – dom.

## Inne informacje
- Ulica „zagrała” ulicę Żelazną w filmie Romana Polańskiego Pianista[23].